# 東二見車両基地
座標: 北緯34度42分11.23秒 東経134度53分6.5秒 / 北緯34.7031194度 東経134.885139度
東二見車両基地（ひがしふたみしゃりょうきち）は、兵庫県明石市に所在する山陽電気鉄道の車両基地。車両工場と車庫を併設する。

## 建設経緯
第二次世界大戦前の兵庫電気軌道・神戸姫路電気鉄道を統合した宇治川電気電鉄部時代以来、山陽電気鉄道では明石を境にして架線電圧・建築限界などの地上設備規格が大きく異なっていたことから、架線電圧が直流600Vであった旧兵庫電気軌道の施設・車両を承継した西代検車庫（西代車庫。後に西代検車区へ改称）と西代車両工場、架線電圧が直流1,500Vであった旧神戸姫路電気鉄道の施設を承継し、統合後在籍車が全線対応の複電圧車へ更新されて宇治川電気→山陽電気鉄道の主力車庫・主力工場の役割を果たすようになった明石検車庫（明石車庫）と明石車両工場に加え、宇治川電気時代の1930年に開設、1940年10月の網干線飾磨 - 夢前川間開業に併せて移転・拡充された飾磨検車庫（飾磨車庫。後に飾磨検車区へ改称）を合わせた2車両工場3車庫体制で推移してきた。
しかし、元々軌道条例準拠の典型的な路面電車として出発した旧兵庫電気軌道の施設に由来する西代車両工場はそれ故に設備が貧弱、かつ小型車前提の施設であったため手狭で、さらに神戸市外縁の都市部に位置したことから拡充も困難であった。このため、1948年3月1日に山陽電気鉄道線全線の架線電圧が直流1,500Vへ昇圧され、その時点で残存していた直流600V区間専用車両が同年9月20日付で全車廃車となったことなどから、西代車両工場の閉鎖と同工場設備の明石車両工場への移転・統合が決定され、1949年5月1日に山陽電気鉄道の車両工場は明石車両工場のみとなった。
もっとも、西新町駅に隣接して設置されていたこの明石車庫・明石車両工場は、本格的な都市間高速電気鉄道（インターアーバン）として計画・建設された神戸姫路電気鉄道（地方鉄道法準拠）の車両基地として、将来的な明石以東への高規格路線建設を睨んで建設されたものであったことから工場統合時点での在籍車両数には対応できたものの、用地面では決して十分な広さを備えているとは言い難かった。また、戦時中の空襲で工場施設が大きな被害を受けたことなどから設備面でも難があり、さらに西代車庫・西代車両工場と同様に市街地に立地していたことから、将来的な用地拡張も困難な状況にあった。
そのような状況下で1950年代後半以降、神戸高速鉄道の建設計画が具体化してくると、その開業に伴い必要となる車両の大量増備に対応する必要があったことから、明石車庫の収容力も明石車両工場の設備も共に大幅な拡充・近代化が求められるようになった。
そこで、1950年代中盤から限界に達しつつあった明石車庫と明石車両工場の移転が計画された。山陽電気鉄道は神戸高速鉄道開業後の山陽電気鉄道本線（西代 - 電鉄姫路間54.7km）のほぼ中間地点にあたる東二見駅北西の田園地帯に用地を求め、まず1966年7月5日に車庫機能が明石検車庫から移転、同時開設の東二見列車区事務所と共に山陽電気鉄道の新たな中枢施設の一つとして稼働を開始した。
これに続いて神戸高速鉄道が開業し、これに伴う車両の車体更新や新造が一段落ついた1968年5月25日に、近代的施設を備えた東二見車両工場が稼働を開始、神戸姫路電気鉄道創業以来の明石車両工場は廃止された。

## 施設
開設時には山陽電気鉄道本線の北側、東二見駅から西へ向かって66,323平方メートルの用地が確保された。
その敷地内には主工場と車体工場（1988年新設）、転削工場、それに火工場などよりなる主建屋面積6,106平方メートルの車両工場と、主建物面積3,344平方メートルの東二見車庫が存在する。

### 車両工場
車両工場では車両の全般検査、重要部検査といった車両検査業務全般を担当している。また、新造車の引き取り検査や車両改造工事も担当しており、2000系3編成9両の電装解除と3扉ロングシートへの改造による3550形への改造工事や、3000系および2300系の冷房改造工事は本工場で実施された。
主工場と車体工場の間には平行な線路間での車両移動を可能とするトラバーサが設置されており、ここで自走できない検査入場車両の入れ替え用として旧型電車（250形255）を改造した車両が1973年以来長らく使用されていた。もっともこれはアント工業製の小型車両移動機に置き換えられたため、2000年に廃車解体されている。

### 東二見車庫
東二見車庫では状態・機能検査、列車検査の検査業務を行っている。車庫建物内に浮きピットを備えたピット線が4本、建物外に車両自動洗浄装置を備えた洗浄線が3本と通常の留置線が11本、それぞれ敷設されている。
なお、本車両基地は、山陽電気鉄道の列車編成が未だ最大でも19m級車による3両編成の時代に計画された。だが、計画立案段階で既に併用軌道区間の廃止・神戸高速鉄道への乗り入れによる将来の6両編成化を想定・考慮の上で用地確保がなされていた。
実際にも1998年の阪神電気鉄道との相互乗り入れ区間拡大による大阪梅田直通特急の運行開始に伴って6両編成の営業運転が全線に拡大された際には、車庫ピット線4本の内3本を建屋ごと延伸して6両編成対応に強化し、さらに車両収容数も最大134両から最大158両に増強されるなどの拡充が実施されたが、これに伴う用地買収などは実施されていない。

## その他

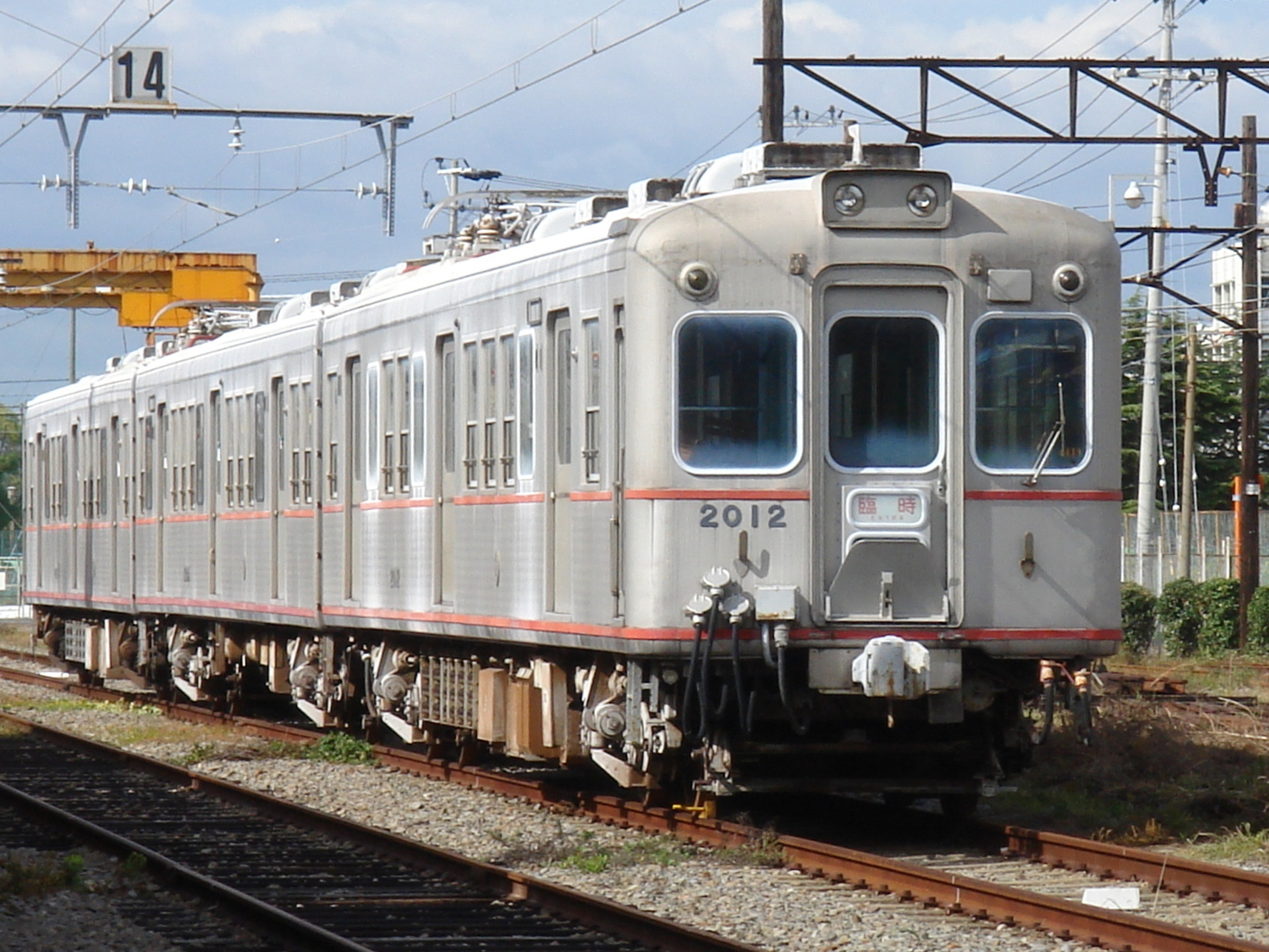
東二見車両基地にて保存されている2000系アルミ車両（一般公開時に撮影）

直通特急運行開始以前の東二見車庫の留置線には、長らく800形820 - 821をはじめとする廃車となった歴代車両がそのまま留置されており、半ば山陽電気鉄道の車両博物館然とした状況を呈していた。
もっとも、こうした歴史的な留置車の大半は2000年の5030系2次車8両新造までに在籍車両数の増加で置き場を失って次々に解体処分され、現在では2000系アルミ車3両1編成（2012-2505-2013）がアルミ合金製車体を備える日本初の高速電車であることから保存され、事故や災害などの訓練用として活用されているほか、これと競争試作されたスキン・ステンレス車である2000系2506が倉庫代用として残存していたが2017年に廃車解体され、その後には3000系3003が倉庫代用として存在している。

## 記念物

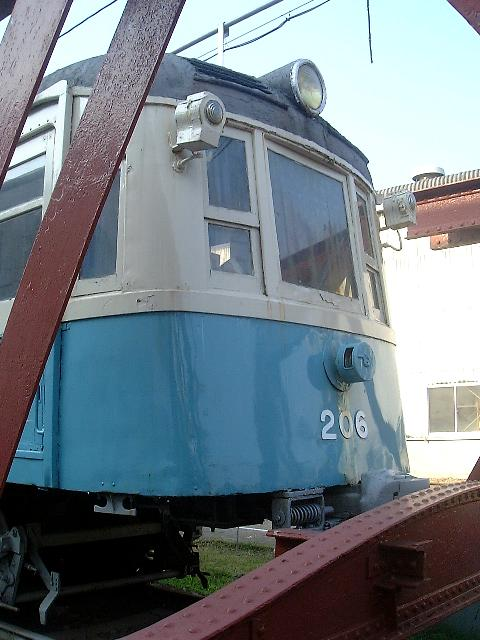
200形206号

上述の2000系3両1編成の他、併用軌道混在時代の山陽電気鉄道の象徴とも言うべき200形206、戦後初の新型軸梁台車である川崎車輛OK-3、それに1987年まで本線の舞子跨線橋に架設し使用されていた工部省鉄道局制式のPP-2形100フィート級単線ポニーワーレントラス橋の一部部材が、本基地構内に保存展示されている。

## 山陽鉄道フェスティバル
2001年より、毎年10月下旬頃に東二見車両基地の一般公開を行っている。